# Sågtjärnen (Frostvikens socken, Jämtland)
Sågtjärnen är en sjö i Strömsunds kommun i Jämtland och ingår i Ångermanälvens huvudavrinningsområde. Sjön har en area på 0,0329 kvadratkilometer och ligger 443,5 meter över havet.

## Delavrinningsområde
Sågtjärnen ingår i det delavrinningsområde (718721-142268) som SMHI kallar för Utloppet av Stor-Blåsjön. Medelhöjden är 515 meter över havet och ytan är 106,61 kvadratkilometer. Räknas de 119 avrinningsområdena uppströms in blir den ackumulerade arean 941,25 kvadratkilometer. Faxälven som avvattnar avrinningsområdet har biflödesordning 2, vilket innebär att vattnet flödar genom totalt 2 vattendrag innan det når havet efter 339 kilometer. Avrinningsområdet består mestadels av skog (54 procent). Avrinningsområdet har 40,57 kvadratkilometer vattenytor vilket ger det en sjöprocent på 38 procent.